# ريان لانكستر
ريان لانكستر (5 أكتوبر 1985 - ) (بالإنجليزية: Ryan Lancaster)‏ هو لاعب كرة سلة أمريكي في مركزي مدافع مسدد الهدف وهجوم خلفي.

## وصلات خارجية
- ريان لانكستر على موقع بروبوليرز (الإنجليزية)